# Stratford (Dakota del Sud)
Stratford és una població dels Estats Units a l'estat de Dakota del Sud. Segons el cens del 2000 tenia 96 habitants.

## Demografia
Segons el cens del 2000, Stratford tenia 96 habitants, 36 habitatges, i 21 famílies. La densitat de població era de 148,3 habitants per km².
Dels 36 habitatges en un 36,1% hi vivien nens de menys de 18 anys, en un 47,2% hi vivien parelles casades, en un 5,6% dones solteres, i en un 38,9% no eren unitats familiars. En el 33,3% dels habitatges hi vivien persones soles el 5,6% de les quals corresponia a persones de 65 anys o més que vivien soles. El nombre mitjà de persones vivint en cada habitatge era de 2,67 i el nombre mitjà de persones que vivien en cada família era de 3,55.
Per edats la població es repartia de la següent manera: un 36,5% tenia menys de 18 anys, un 5,2% entre 18 i 24, un 32,3% entre 25 i 44, un 18,8% de 45 a 60 i un 7,3% 65 anys o més.
L'edat mediana era de 32 anys. Per cada 100 dones de 18 o més anys hi havia 117,9 homes.
La renda mediana per habitatge era de 22.500 $ i la renda mediana per família de 26.875 $. Els homes tenien una renda mediana de 22.500 $ mentre que les dones 24.375 $. La renda per capita de la població era de 10.090 $. Entorn del 17,4% de les famílies i el 18,3% de la població estaven per davall del llindar de pobresa.

## Poblacions més properes
El següent diagrama mostra les poblacions més properes.